# ベートーヴェン記念碑

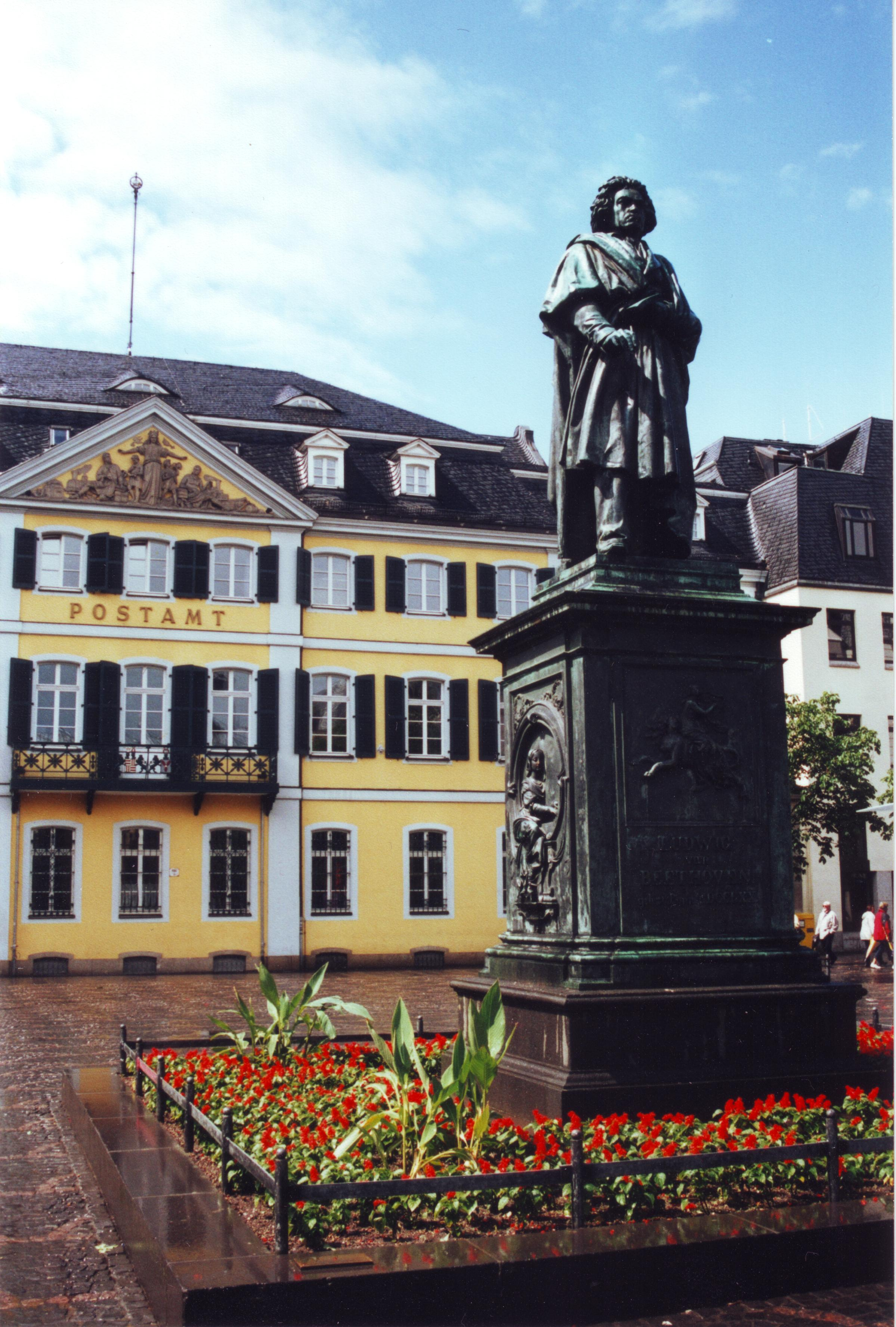
ベートーヴェン記念碑

ベートーヴェン記念碑（ベートーヴェンきねんひ、ドイツ語: Beethoven-Denkmal）は、ルートヴィヒ・ヴァン・ベートーヴェンの生誕地であるボンのミュンスター広場に建つ、ベートーヴェンの大きな銅像である。1845年8月12日、作曲家の生誕75周年を記念して除幕された。

## 背景
カール・ハインリヒ・ブレイデンシュタイン（1796年 - 1876年）は、1823年からボン大学の教授を務めた、ドイツ初の音楽学の教授である。1828年、彼は生まれ故郷の町にベートーヴェンの記念碑を建てる事を最初に提案した。1832年には「芸術、教育、教育などを目的とした、生きた記念碑を建てる事」を提案する論文を書いている。
それまで、ドイツやオーストリアでは、偉大な文化人の像を建てる事は一般的ではなかった。フリードリヒ・シラーは1839年まで待たなければならなかった。ザルツブルクにある最初のモーツァルト像は1842年まで公開されず、ベートーヴェンが最も多くの時間を過ごして没した、最もゆかりがある都市であるウィーンにおける彼の最初の像は、1880年まで設置されなかった。
1835年12月17日、シェイクスピアの翻訳者として知られるアウグスト・ヴィルヘルム・シュレーゲルを代表とする「ベートーヴェン記念碑のためのボン協会」は、ベートーヴェンの恒久的な記念碑の設置を呼びかけ、ドイツ、フランス、イギリスの主要な音楽出版社に送付した。バイエルン国王ルートヴィヒ1世は熱狂的に反応したが、それ以外の反応は芳しくなかった。パリではルイジ・ケルビーニが資金調達のために特別音楽会を開く事を約束したが、後に気が変わった。 ロンドンではベートーヴェンの友人であるジョージ・スマート卿とイグナーツ・モシェレスが、ドルリー・レーン劇場で交響曲第9番の『歓喜の歌』を含む支援演奏会を開いたが、参加者は少なかった。
1839年10月、フランツ・リストがこの計画に加わったが、資金面での支援が不足していたために計画の存続が危ぶまれていた事が明らかになった。それまでのフランスからの寄付は425フランに満たなかったが、リスト自身の個人的な寄付は10,000フランを超えていた。彼はコンサートやリサイタルなどを精力的に行い、その収益は建設資金に充てられた。1841年4月25日と26日に、パリのサル・プレイエルとパリ音楽院で開催された、フレデリック・ショパンとの最後の共演になったピアノ・デュオ・コンサートもそのひとつである。
リストが出した唯一の条件は、ベートーヴェン像の彫刻家はイタリア人のロレンツォ・バルトリーニでなければならないというものだった。入札が行われ、契約はドイツ人エルンスト・ヘーネル（1811年 - 1891年）に落札された。鋳造はニュルンベルクのヤコブ・ダニエル・ブルクシュミートが担当した。
それまで作曲活動や家族との時間を過ごすために引退していたリストは、このために演奏会の舞台に戻り、除幕式のための特別な作品として『ボンのベートーヴェン記念碑除幕式のための祝祭カンタータ』（Festkantate zurthüllung des Beethoven-Denkmals in Bonn）S.67を書いている。
他の音楽家も早くから参加していた。ロベルト・シューマンは『大ソナタ』を書き、金の飾りと黒の装丁で出版し、その収益を建築資金に充てる事を提案した。彼の『ベートーヴェン記念碑への小貢献: 廃墟、戦勝記念品、栄光: フロレスタンとエウセビオスによるベートーヴェン記念碑のためのピアノフォルテのための大ソナタ』（Obolen auf Beethovens Monument: Ruinen, Trophäen, Palmen: grosse Sonate für das Pianoforte für Beethovens Denkmal, von Florestan und Eusebius）は、何度か曲名の変更を受けた。1836年に出版社から受け入れられなかったため、修正の上で、1839年にリストへの献辞を加えた『幻想曲ハ長調作品17』として出版された。第1楽章ではベートーヴェンの歌曲集『遥かなる恋人に』の主題を暗示している可能性があるが、もしこれが本当ならば、父フリードリヒ・ヴィークの命令でパリで彼と離れ離れになっていたクララ・ヴィークへの暗示でもある。1841年、フェリックス・メンデルスゾーンはこの計画のためにニ短調の変奏曲を書いた。
当初、除幕式は、1843年8月6日に予定されていたが、1845年8月12日に延期された。
1845年5月12日、シュレーゲルが没し、その後任となったのは計画の発案者であるハインリヒ・ブレイデンシュタインであった。

## 急造のベートーヴェンハレ
ベートーヴェン記念碑の除幕式は、3日間のベートーヴェン音楽祭の頂点となるはずだった。ところが、音楽祭が始まる1か月前になっても、3,000人の参加者を収容するのに適した会場がなかった。リストが建設費用全額を負担する事を申し出た後、委員会は建築家と建設業者にベートーヴェンハレの建設を依頼した。最終的に着工した時には音楽祭まで2週間を切っていたため、予定通りに完成させるために24時間体制で工事をしなければならなかった。
幸いな事に、曲を演奏する音楽家にはもう少し注意が払われていた。オーケストラはこの地域の地方オーケストラの奏者で構成されていた。コントラバス奏者には、ベートーヴェンと親交があった世界的に有名なドメニコ・ドラゴネッティが含まれており、当時82歳であったがまだ実力のある演奏家であった。彼はその後1年も経たずに没した。

## 祝祭の始まり

エルンスト・ヘーネル作のベートーヴェン像

ベートーヴェン祭は、1845年8月10日の日曜日に始まった。ベートーヴェンと親交のあったルイ・シュポーアは、この日の夜、『ミサ・ソレムニス』と交響曲第9番を指揮した。8月12日の火曜日、除幕式の朝には『ミサ曲 ハ長調』が大聖堂で演奏され、その後、正式な除幕式が行われた。 除幕式には数多くの著名人が出席した。プロイセン国王フリードリヒ・ヴィルヘルム4世と王妃、ヴィクトリア女王（8年前に即位して以来初のヨーロッパ大陸訪問の途上だった）と夫アルバート公、オーストリア大公フリードリヒ、作曲家エクトル・ベルリオーズ、ジャコモ・マイアベーア、イグナーツ・モシェレスそしてフェリシアン・ダヴィッド、指揮者チャールズ・ハレ、バス歌手ヨーゼフ・シュタウディグルとヨハン・バプティスト・ピシュチェク、ソプラノ歌手ジェニー・リンド、ポーリーヌ・ガルシア＝ヴィアルド、そしてローラ・モンテス。記念碑の資金調達のためにピアノのための大作を書いたシューマンとフェリックス・メンデルスゾーンは出席できなかった。 リヒャルト・ワーグナーは出席しなかったが、除幕式の1週間前にリストへ手紙を書き、ドレスデンにカール・マリア・フォン・ウェーバーの同じような像を建てる提案をした事から、この事を知っていたのは確かである。来場したすべての高官が署名した羊皮紙が、記念碑の中の鉛の棺に封印された。
これに続いて午後のコンサートが行われた。リストはピアノ協奏曲第5番を演奏、交響曲第5番を指揮し、シュポーアは『コリオラン』序曲、オラトリオ『オリーヴ山上のキリスト』のアリア、『フィデリオ』の四重唱とフィナーレを指揮した。当初はベルリオーズの『レクイエム』を演奏する事が提案されていたが、ベルリオーズはこの作品が演奏されるのであれば自分だけが指揮すると主張し、ボンの委員会はこれを好まなかったため、この計画は取り下げられた。 その夜は華々しい花火大会が行われた。
翌8月13日水曜日には、リストの『祝祭カンタータ』（2度、1回目は来賓の王侯なしで、もう1度は王侯到着後に演奏）、ベートーヴェンの『エグモント』序曲、ウェーバーのピアノ協奏曲、『フィデリオ』からレオノーレのアリア、メンデルスゾーンのアリア、『アデライーデの歌』など、4時間に及ぶ演奏会が行われた。これに続き、ホテル・デル・スターンで550人のゲストを招いた祝宴が開かれた。ローラ・モンテスはテーブルの上で踊り、自分は祝賀会のゲストであると主張してリストを困らせ、自分の身分にふさわしい席を要求したため、事前に用意されていた席の配置を崩してしまった。この事はボン当局の中でスキャンダルとなり、リスト自身も反発し、1870年にボンでベートーヴェンの生誕100周年記念式典が開催された際には、リストは招待されなかったほどであった。

## 記念碑の台座
記念碑の台座にはヘーネルによって、ベートーヴェンの作曲した様々な種類の音楽が寓意的に表現されている。
前面のレリーフは「幻想」を表している。脇役はギリシャのスフィンクスで、女性の頭と胸、ライオンの胴体を持ち、リラを奏でるミューズの胴体を持ち上げている。
左のパネルには、教会音楽の守護聖人である聖セシリアが体現した「聖なる音楽」が描かれている。このレリーフはベートーヴェンのミサ曲（『ミサ曲ハ短調作品86』と『ミサ・ソレムニス』）を指している。
裏面のレリーフについては「これは『交響曲』を象徴しており、『エロイカ』を意味している。中央には、月桂樹の花をまとい、竪琴を掲げる音楽芸術のミューズ・エウテルペー。その周りに浮かんでいる4人の天才たちが、交響曲の4楽章の性格を特徴づけている。左上は第1楽章（アレグロ・コン・ブリオ）のシンボルである剣を持ったプット。 しかし、ベートーヴェンが最初に解放者として崇めたが後に暴君と蔑んだナポレオンの軍剣ではなく、権力と人間性を切り離す「精神の剣」である。左下は第2楽章（葬送行進曲）。少年が命の松明を下に向けると、蛇が致命的な噛みつきで彼の腕を抱きしめる。右上は第3楽章のスケルツォ  悲しみに打ち勝つと、微笑む天才は片手にカスタネットを持ち、もう一方では、豊穣と生命の喜びの象徴であるイタリアカサマツで出来たディオニューソスのテュルソスを振っている。右下は第4楽章のアレグロ・モルト。天才は響き渡る陽気さと解放と歓喜の象徴であるトライアングルを振り回す。」
台座右側のレリーフは女性の姿で、劇音楽（『エグモント』と『コリオラン』そしてベートーヴェンが4つの序曲を書いた『フィデリオ』）を象徴している。

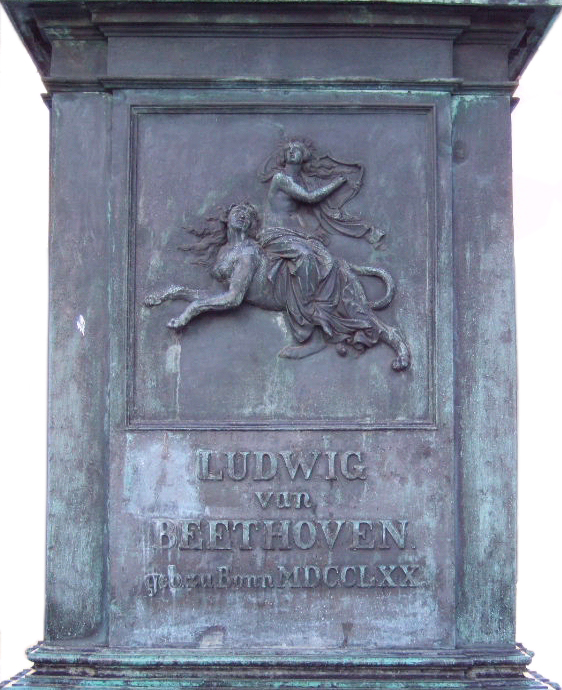
正面
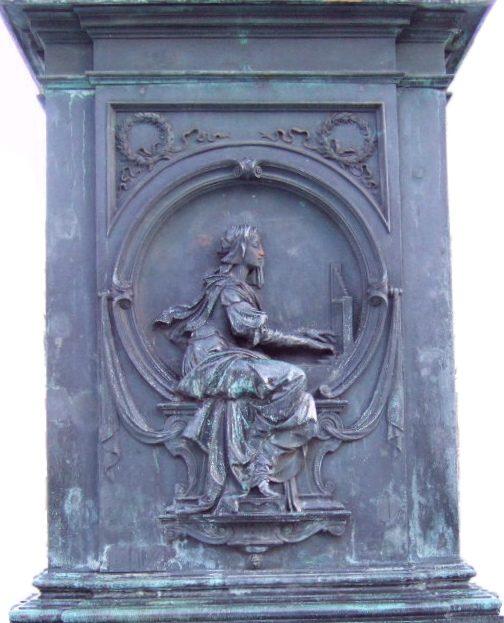
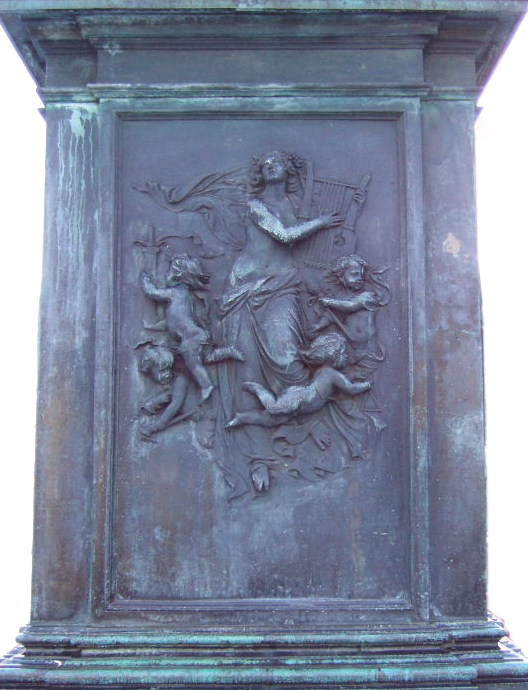
背面
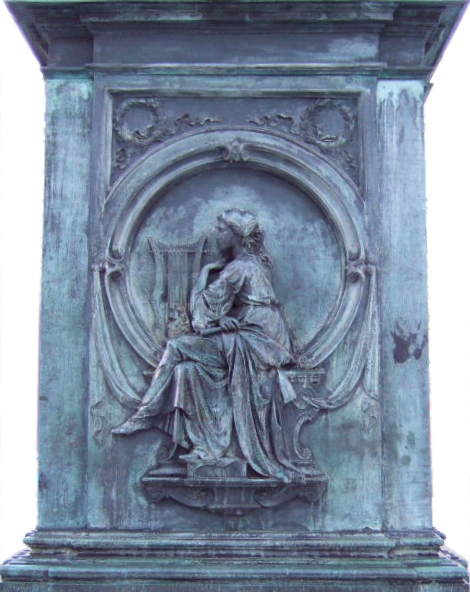

## 記念碑の評価
ジョージ・スマートは、この像の顔の特徴をベートーヴェンによく似ていると評し、イグナーツ・モシェレスも同様に、この像をベートーヴェンによく似ていると評価した。しかし、ベートーヴェンの助手アントン・シンドラーはこの像を軽蔑していた。